# Morgan Aeromax
Morgan Aeromax — спортивний автомобіль класу гран-турізмо британської компанії Morgan Motor Company, що був презентований 2009 до 100-річчя заснування компанії.

## Технічні дані
Morgan Aero SuperSports презентували 2 березня 2009 на Женевському автосалоні. Модель розробили і зібрали за 4 місяці на базі моделі Morgan Aero 8 з відкритим кузовом типу родстер. Було виготовлено і продано близько 200 авто за ціною 110.000 £. Модель отримала ксенонові передні фари, задні LEDвогні, дві подушки безпеки з датчиками Siemens, електропривід підняття скла, круїз-контроль, систему контролю тиску і температури шин Pirelli 225/40 ZR 19 (перед), 245/40 ZR 19 (ззаду) на 19-дюймових дисках, кліматконтроль, антиблокувальну систему Robert Bosch GmbH, дискові гальма AP Racing 348 мм передні і 332 мм задні. Разом з тим кузов моделі має архаїчну конструкцію з алюмінієвою рамою шасі, на яку встановлюють кузов зібраний на дерев'яній рамі переважно з ясена.
На модель встановили мотор N 62 BMW з системою впорскування палива, степінню стискування 10,0:1, розмірами циліндрів 92,0 × 82,7 мм, потужністю 337,6 к.с. (248,3 кВт) при 6100 об/хв з максимальним моментом обертання 450 Нм при 3600 об/хв. Витрата палива на 100 км становить 10,9 л для міста, 6,3 л за містом, 7,9 л у мішаному циклі.

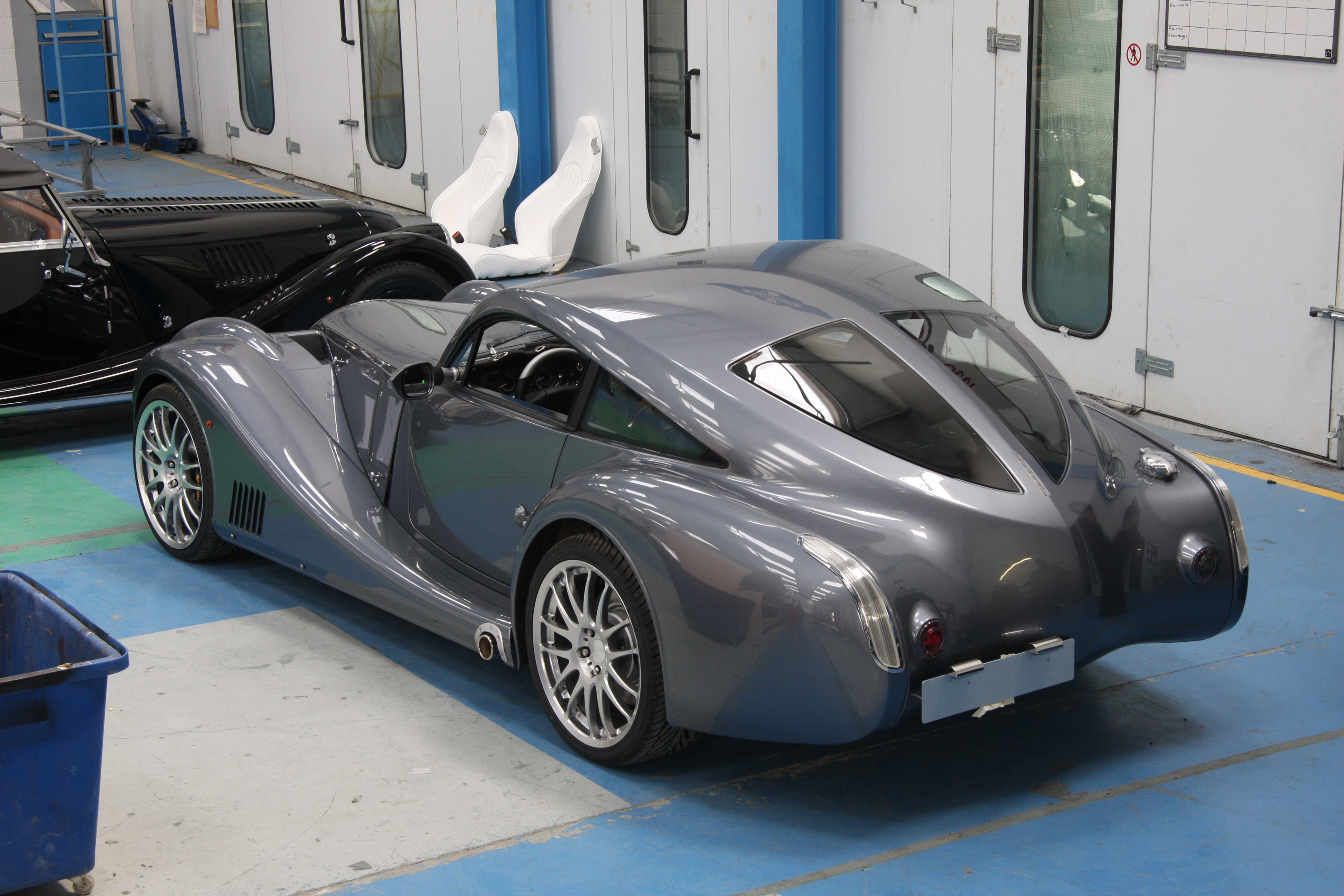
Morgan Aeromax. Тильна частина